# Lijst van voetbalinterlands Eritrea - Soedan
Deze lijst van voetbalinterlands is een overzicht van alle officiële voetbalwedstrijden tussen de nationale teams van Eritrea en Soedan. De landen hebben tot op heden twaalf keer tegen elkaar gespeeld. De eerste wedstrijd, een kwalificatiewedstrijd voor de Afrika Cup 2002, vond plaats op 2 juli 2000 in Khartoum. Het laatste duel, een vriendschappelijke wedstrijd, werd gespeeld in Asmara op 25 januari 2020.

## Wedstrijden
| №  | Plaats   | Datum            | Competitie                   | Wedstrijd        | Uitslag |
| -- | -------- | ---------------- | ---------------------------- | ---------------- | ------- |
| 1  | Khartoum | 7 juli 2000      | Afrika Cup 2002 kwalificatie | Soedan − Eritrea | 5 − 1   |
| 2  | Asmara   | 15 juli 2000     | Afrika Cup 2002 kwalificatie | Eritrea − Soedan | 2 − 1   |
| 3  | Arusha   | 4 december 2002  | CECAFA Cup 2002              | Eritrea − Soedan | 2 − 1   |
| 4  | Khartoum | 12 oktober 2003  | WK 2006 kwalificatie         | Soedan − Eritrea | 3 − 0   |
| 5  | Asmara   | 16 november 2003 | WK 2006 kwalificatie         | Eritrea − Soedan | 0 − 0   |
| 6  | Asmara   | 21 mei 2007      | Vriendschappelijk            | Eritrea − Soedan | 1 − 0   |
| 7  | Asmara   | 26 mei 2007      | Vriendschappelijk            | Eritrea − Soedan | 1 − 1   |
| 8  | Omdurman | 30 november 2007 | Vriendschappelijk            | Soedan − Eritrea | 1 − 0   |
| 9  | Omdurman | 3 december 2007  | Vriendschappelijk            | Soedan − Eritrea | 1 − 0   |
| 10 | Asmara   | 19 augustus 2011 | Vriendschappelijk            | Eritrea − Soedan | 0 − 3   |
| 11 | Machakos | 29 november 2013 | CECAFA Cup 2013              | Soedan − Eritrea | 3 − 0   |
| 12 | Asmara   | 25 januari 2020  | Vriendschappelijk            | Eritrea − Soedan | 0 − 1   |

## Samenvatting
| Competitie              | Totaal gespeeld | Winst Eritrea | Gelijk | Winst Soedan | Doelsaldo Eritrea – Soedan |
| ----------------------- | --------------- | ------------- | ------ | ------------ | -------------------------- |
| WK-kwalificatie         | 2               | 0             | 1      | 1            | 0 − 3                      |
| Afrika Cup-kwalificatie | 2               | 1             | 0      | 1            | 3 − 6                      |
| CECAFA Cup              | 2               | 1             | 0      | 1            | 2 − 4                      |
| Vriendschappelijk       | 6               | 1             | 1      | 4            | 2 − 7                      |
| Totaal                  | 12              | 3             | 2      | 7            | 7 − 20                     |

ENFF · 
Eritrees vrouwenelftal
Interlands
Tegenstander:
Angola ·
Botswana ·
Burundi ·
Djibouti ·
Ghana ·
Jemen ·
Kameroen ·
Kenia ·
Malawi ·
Mali ·
Mozambique ·
Namibië ·
Nigeria ·
Oeganda ·
Rwanda ·
Senegal ·
Seychellen ·
Soedan ·
Somalië ·
Swaziland ·
Tanzania ·
Zimbabwe
SFA ·
Bondscoaches ·
Topscorers ·
Soedanees vrouwenelftal
1956 · 
1957 · 
1958 · 
1959 · 
1960 · 
1961 · 
1962 · 
1963 · 
1964 · 
1965 · 
1966 · 
1967 · 
1968 · 
1969 · 
1970 · 
1971 · 
1972 · 
1973 · 
1974 · 
1975 · 
1976 · 
1977 · 
1978 · 
1979 · 
1980 · 
1981 · 
1982 · 
1983 · 
1984 · 
1985 · 
1986 · 
1987 · 
1988 · 
1989 · 
1990 · 
1991 · 
1992 · 
1993 · 
1994 · 
1995 · 
1996 · 
1997 · 
1998 · 
1999 · 
2000 · 
2001 · 
2002 · 
2003 · 
2004 · 
2005 · 
2006 · 
2007 · 
2008 · 
2009 · 
2010 · 
2011 · 
2012 · 
2013 · 
2014 ·
2015 ·
2016 ·
2017 ·
2018 ·
2019 ·
2020 ·
2021
Algerije ·
Angola ·
Bahrein ·
Bangladesh ·
Benin ·
Burkina Faso ·
Burundi ·
Centraal-Afrikaanse Republiek ·
China ·
Congo-Brazzaville ·
Congo-Kinshasa ·
Djibouti ·
Egypte ·
Equatoriaal-Guinea ·
Eritrea ·
Ethiopië ·
Gabon ·
Ghana ·
Guinee ·
Guinee-Bissau ·
Irak ·
Ivoorkust ·
Jemen ·
Jordanië ·
Kameroen ·
Kenia ·
Koeweit ·
Lesotho ·
Libanon ·
Liberia ·
Libië ·
Madagaskar ·
Malawi ·
Mali ·
Marokko ·
Mauritanië ·
Mauritius ·
Mozambique ·
Nieuw-Zeeland ·
Niger ·
Nigeria ·
Oeganda ·
Oman ·
Palestina ·
Qatar ·
Rwanda ·
Saoedi-Arabië ·
Sao Tomé en Principe ·
Senegal ·
Seychellen ·
Sierra Leone ·
Somalië ·
Sri Lanka ·
Swaziland ·
Syrië ·
Tanzania ·
Togo ·
Tsjaad ·
Tunesië ·
Verenigde Arabische Emiraten ·
Zambia ·
Zimbabwe ·
Zuid-Afrika ·
Zuid-Korea ·
Zuid-Soedan